# Be-Papas
Be-Papas (ビーパパス Bīpapasu?, ocasionalmente escrito como Be-PaPas o Bepapas) fue un colectivo de artistas y nombre de pluma colectivo fundado por el director de anime Kunihiko Ikuhara con el propósito de crear proyectos originales, el grupo era conformado por Ikuhara, la mangaka Chiho Saito, el animador y diseñador de personajes Shinya Hasegawa, el guionista Yōji Enokido, y el escritor Yūichirō Oguro.  Ikuhara fundó Be-Papas en 1996 para crear Utena, la chica revolucionaria, un anime original que concibió luego de su salida de Toei Animation, donde trabajó como director en la serie de anime Sailor Moon. El grupo también creó una película secuela para la serie en el año 1999, La Adolescencia de Utena.
Be-Papas se disolvió tras el lanzamiento de Adolescence of Utena , pero siguió existiendo como entidad corporativa hasta el año 2001 para publicar varios proyectos creados por sus exmiembros, específicamente la serie de novelas Schell Bullet escritas por Kunihiko Ikuhara y Mamoru Nagano en el año 1999 , la serie novela ligeras Shonen Ou escritas por Hasegawa y Enokido, y la serie de manga de 2001 de Ikuhara y Saito World of the S&M.